# Oligopsonio
El oligopsonio (del gr. ὀλίγος olígos ('poco') y ὀψωνία opsōnía  ('compra')), es una situación de competencia imperfecta que surge en un mercado donde existe un número pequeño de demandantes en los cuales se deposita el control y el poder sobre los precios y las cantidades de un producto en el mercado. Por lo tanto, los beneficios se concentrarían en los compradores (en la mayoría de los casos, estos compradores son intermediarios), pero no en los productores, quienes ven empeorar su situación al no recibir un precio razonable por los productos que elaboran.
Los ejemplos de oligopsonios son más frecuentes que los de monopsonio puro. Un ejemplo pueden ser los fabricantes de automóviles en un país como Japón. Para los fabricantes de sillas para automóviles sólo existe un número reducido de compradores, que son las pocas empresas ensambladoras de automóviles japonesas, quienes, por lo tanto, podrán controlar las cantidades y precios de las sillas para automóviles, puesto que son los únicos compradores en el país de ese producto. Otro ejemplo de oligopsonio internacional es el mercado mundial del cacao, en el que tres compañías (Cargill, Archer Daniels Midland y Callebaut) compran la gran mayoría de la producción mundial de cacao, principalmente de pequeños agricultores de países del tercer mundo. Un caso similar es el del tabaco producido en Estados Unidos, donde tres compañías (Altria, Brown & Williamson y Lorillard Tobacco Company) compran casi el 90% de todo el tabaco cultivado en Estados Unidos.[cita requerida]. Un tipo de oligopsonio estudiado por la literatura científica lo constituyen los mercados laborales, por ejemplo cuando existe colusión de parte de los empresarios para pagar todos o un grupo de ellos un sueldo muy similar al sueldo mínimo.